# Kings Highway
 (avril 2024).
Si vous disposez d'ouvrages ou d'articles de référence ou si vous connaissez des sites web de qualité traitant du thème abordé ici, merci de compléter l'article en donnant les références utiles à sa vérifiabilité et en les liant à la section « Notes et références ».

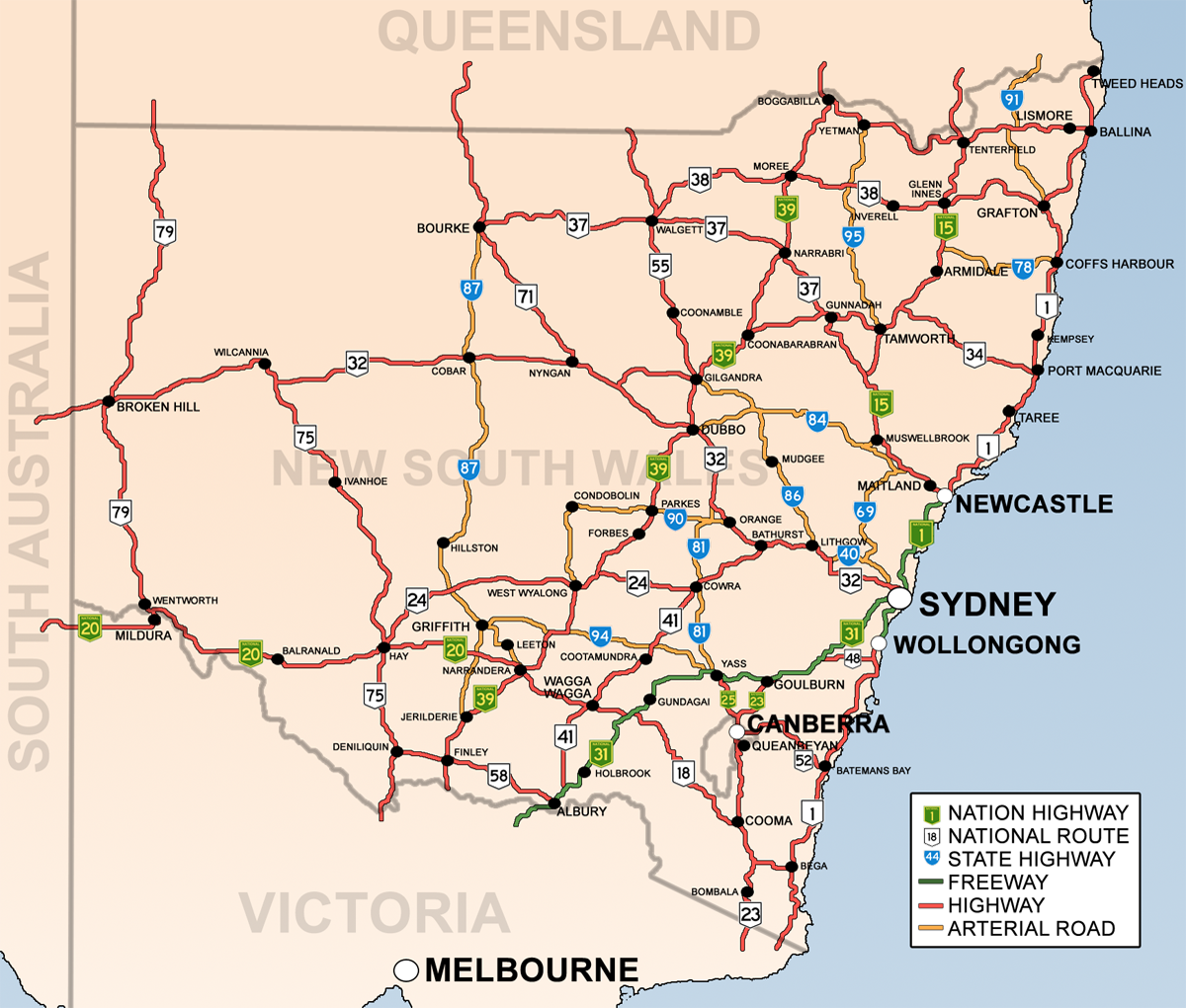
Carte routière de Nouvelle-Galles du Sud. La Kings Highway est la nationale 52

La Kings Highway ou King's Highway (National Road 52) est un axe routier situé en Nouvelle-Galles du Sud et sur le Territoire de la capitale australienne en Australie. Longue de 134 km et grossièrement orientée est-ouest, elle relie Canberra à Batemans Bay.
Elle démarre de la Monaro Highway à Fyshwick, un quartier de Canberra. Elle traverse la Molonglo River près de Queanbeyan, elle s'oriente d'abord vers le nord-ouest pour traverser les Southern Tablelands avant de s'orienter vers le sud-ouest.
A deux voies sur presque tout son parcours, elle présente un certain nombre de zones de doublement.